# 't Oude Huys
 't Oude Huys was een kasteel nabij Helmond dat 200 meter ten zuidwesten van het huidige kasteel Helmond lag en geldt als het eerste kasteel van Helmond. De bouw van het Hof van Helmond lag waarschijnlijk rond 1170-75. De eerste bewoner (en waarschijnlijk ook de bouwer) was ene Stefanus van Helmond. Het kasteel was een complex van houten gebouwen en heeft als adellijke woning gediend. Het complex stond in een veenmoeras in het dal van de rivier de Aa. Via een houten brug liep men door de houten palissade het binnenterrein van het kasteel op. 't Oude Huys is een uitzonderlijk type kasteel waarvoor nauwelijks andere parallellen bekend zijn. Een grote woontoren en diverse bijgebouwen waren omheind door een houten palissade en een brede gracht. Het kasteelterrein was waarschijnlijk een halve hectare groot. Uit opgravingen is gebleken dat 't Oude Huys zeer welgestelde bewoners heeft gehad. Ivoren schaakstukken, zilveren riemgespen etc. zijn gevonden. Naast de diverse luxe artikelen zijn ook veel wapenonderdelen gevonden, zoals stenen kogels (gebruikt door een blijde), pijlpunten, onderdelen van schildenbeslag. De burcht is dus vaak bevochten. Ook is de burcht tot de grond toe afgebrand. Uit oude documenten is gebleken dat Maria van Brabant zich intensief heeft beziggehouden met de wederopbouw van het adellijk huis.
't Oude Huys maakte naar alle waarschijnlijkheid deel uit van de nederzetting De Haghe, nu bekend als wijk Het Haagje, en het oude klooster Marienhage, of O.L.V. in die Haghe. Het kan zijn dat 't Oude Huys de naam Helmont heeft gedragen, maar dit is niet zeker.
De bekendste bewoner van dit houten kasteel was Maria van Brabant. Zij was de dochter van Hendrik I van Brabant, in 1218 de weduwe van keizer Otto IV van het Heilige Roomse Rijk en later weduwe van graaf Willem I van Holland. Maria stichtte ook de noordelijk gelegen Abdij van Binderen.
Waarschijnlijk bleef 't Oude Huys in gebruik tot 1350 of 1375. In 1860 werd door J.A. Carp een fabriek gebouwd aan de Kanaaldijk N.W. op de plaats van 't Oude Huys. Deze fabriek werd in 1980 door de gemeente Helmond aangekocht en in 1981 gesloopt. Daarna zijn opgravingen uitgevoerd waarbij tal van vondsten aan het licht zijn gekomen.
Aldendriel · Asten · Barendonk · De Blauwe Kamer · Blokhuis te Leensel · Blokhuis te Liessel · Blokhuis op Ter Vloet · Bokhoven · Bouvigne · Bronkhorst · Boxmeer · Breda · Kasteel Croy · Cranendonck · De Donk (Someren) · Dommelrode · Dussen · Eckart · Eikenlust · Emmaus · Eymerick · Frisselstein · Gageldonk · Geldrop · Gemert · Groot Kasteel · Klein Kasteel · Groenendaal · De Hattert · Heeswijk · Heeze · Helmond · Henkenshage · Hooghuis op de Schouw · De Laar · Loon op Zand · Markiezenhof · Het Makken · Maurick · Meeuwen · Mierlo · Muggenheuvel · Nemerlaer · Nieuw-Herlaar · Nieuwenroy · Oijen · Onsenoort · Het Oortje · Oud Beijsterveld · Oud-Herlaar · 't Oude Huys · Rijswijk · Seldensate · Slotjes van Oosterhout · Soeterbeek · Stakenborch · Stapelen · Strijdhoef · Strijen · Tilburg · Paleis-Raadhuis · Tongelaar · Walstein · Wamberg · Het Witte Kasteel · Wouw · Zuidewijn · Zwijnsbergen